# 中国人民解放军火箭军指挥学院
中国人民解放军火箭军指挥学院，简称火箭军指挥学院，是中国人民解放军火箭军中等指挥院校。

## 沿革
- 1977年11月，在湖北省武汉市江岸区创建中国人民解放军第二炮兵学校[1]。
- 1979年5月，升格中国人民解放军第二炮兵学院[1]。正军级。
- 1986年6月，更名中国人民解放军第二炮兵指挥学院[1]。正军级。
- 2016年，在深化国防和军队改革中，更名中国人民解放军火箭军指挥学院[2]。
- 2017年，在深化国防和军队改革中，调整组建新的中国人民解放军火箭军指挥学院[3]。

## 历任领导
| 院长 1. 武庚梅（1977年12月—1983年5月） 2. 郭敬亭（1983年6月—1985年10月） 3. 黄次胜 少将（1985年11月—1990年6月） 4. 张二旺 少将（1990年6月—1996年12月） 5. 卢浩衷 少将（1996年12月—2002年7月） 6. 李体林 少将（2002年7月—2009年12月） 7. 张军祥 少将（2009年12月—2012年） 8. 徐坤侠 少将（2012年—2017年） 9. 兰吉银 少将（2017年—） | 政治委员 1. 白寿康（1978年7月—1979年2月） 2. 熊志生（1979年2月—1983年5月） 3. 张康爵 少将（1983年6月—1990年6月） 4. 王林深 少将（1990年6月—1992年10月） 5. 李景华 少将（1992年10月—1995年10月） 6. 赵贵卯 少将（1995年10月—？） 7. 李广琪 少将（1996年12月—2005年10月） 8. 姚文长 少将（2005年10月—2009年5月） 9. 张东水 少将（2009年5月—2010年12月） 10. 孔繁顺 少将（2010年12月—2012年9月） 11. 张升民 少将（2012年9月—2013年12月） 12. 马力（2013年12月—2014年12月） 13. 周建波 少将（2014年12月—） |